# 2024년 서울특별시교육감 보궐선거
2024년 서울특별시교육감 보궐선거는 2024년 10월 16일 치러지는 2024년 대한민국 재보궐선거의 일부로 제23대 서울특별시교육감을 선출한다. 

## 배경
2024년 8월 29일 조희연 서울특별시교육감은 대법원으로부터 직권 남용과 국가공무원법 위반으로 징역 1년6개월에 집행유예 2년을 확정받아 직이 박탈되었다.
조희연은 2014년에 치러진 제6회 전국동시지방선거에서 서울특별시교육감에 처음 당선되었으며 이후 2번의 지방선거를 통해 당선되면서 3선, 10년 동안의 임기 동안 서울특별시교육감으로 있었다.

## 후보 선출

### 진보 진영
곽노현 전 서울특별시교육감, 김용서 교사노동조합 위원장, 김경범 서울대학교 서어서문학과 교수, 정근식 서울대학교 사회학과 명예교수, 최보선 전 서울시교육위원 등 9명의 후보가 출마 선언했다. 9월 5일 단일화 기구인 '2024 서울민주진보교육감추진위원회'는 최보선 전 서울시교육위원을 제외한 8명의 후보가 단일화 경선에 참여한다고 밝혔으며, 22일 치러진 1차 투표에서 강신만·정근식·홍제남 후보가 통과했으며, 9월 25일 치러진 2차 단일화 경선에서 정근식 서울대학교 명예교수가 민주진보단일후보로 선출되었다. 단일화에 불참한 최보선 후보는 10월 12일 사퇴했다.

### 보수 진영
보수 후보 단일화 추진기구인 서울시교육감 중도우파후보단일화 통합대책위원회는 9월 25일 치러진 여론조사에서 최고 득표율을 얻은 조전혁 전 한나라당 의원을 단일 후보로 추대한다고 밝혔다. 그 외로도 윤호상 전 서울미술고등학교 교장이 후보로 등록했다.

## 선거
선거에 후보 네 명이 출마했지만 사실상 정근식 후보와 조전혁 후보의 맞대결로 간주되었다. 정근식 후보는 역사교육을 강화하며 조희연 전 교육감의 혁신교육을 계승하겠다는 입장을 밝혔다.  조전혁 후보는 초등학교 지필고사를 부활시키고 "동성애 코드 등이 걸러지지 않고 학교에 침투하고 있다"며 학생인권조례를 폐지하겠다고 밝혔으며, 인성교육을 강화하며 이를 위해 종교 교육도 허용하겠다고 밝혔다.
선거관리위원회는 최근 4년 이내 같은 지역구 동일 선거에 출마해 10% 이상 득표했거나, 선거관리위원회가 인정하는 여론조사에서 5% 이상 지지율을 기록해야한다는 규정을 근거로 법정토론에 조전혁 후보만을 초청하였다. 이에 대해 정근식 후보는 서울중앙지방법원에 방송 금지를 요구하는 가처분 신청을 했으며, 초청 외 후보 토론회에 참석 거부했다.

### 결과
|  | 50.24% |

|  | 45.93% |

|  | 3.81% |